# 女志
女志（?—?），又称修己、女嬉，是禹的母亲，鲧的妻子，出自有莘氏。
修己因为吞吃了薏苡而怀孕，生下了禹。因此禹治水成功后，舜便赐姒姓（姒苡同音）于禹。一说女志吞吃了宝珠而怀孕，生下了禹。剖开胁下生产，在西羌石钮，就是后来的蜀西川。